# Vickers Vernon
Il Vickers Vernon era un aereo biplano e bimotore, realizzato dall'azienda aeronautica britannica Vickers nei primi anni venti. Derivato dal precedente Vimy Commercial, venne impiegato sia come aereo da trasporto che come bombardiere nei reparti della Royal Air Force tra il 1921 ed il 1927, sostituito dal successivo Vickers Victoria.

## Storia del progetto
Il Vickers Vernon era sostanzialmente la versione militare del trasporto civile Vimy Commercial del quale riproponeva l'ampia fusoliera di sezione ovale nella quale era possibile trasportare undici o dodici soldati equipaggiati.

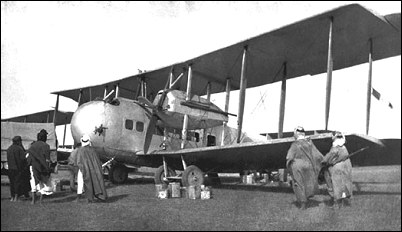
Un Vernon a terra, durante un'esposizione al pubblico.

La stretta parentela con il predecessore consentì alla Vickers di procedere velocemente per la realizzazione del primo esemplare: il primo interessamento delle autorità britanniche per un aereo da trasporto truppe risale al febbraio del 1920 mentre la data del primo volo viene collocata nel dicembre dello stesso anno; l'entrata in servizio con la Royal Air Force ebbe luogo nel corso del 1921.
Nella propria carriera, relativamente breve, il Vernon fu prodotto in tre diverse varianti, tra loro diversificate prevalentemente dall'impiego di diversi propulsori: i Rolls-Royce Eagle VII già installati sul Vimy Commercial furono mantenuti sui velivoli della versione Mark I del Vernon ma le loro prestazioni si rivelarono deludenti; furono quindi rimpiazzati dai Napier Lion II negli aerei della versione Mk.II che, a loro volta, lasciarono il compito di far volare i Vernon Mk.III ai Napier Lion III.
Tra le altre modifiche di dettaglio apportate nel corso del processo di sviluppo del Vernon, viene citata l'introduzione di carrello d'atterraggio dotato di ammortizzatori oleopneumatici, ma non è chiaro se questi siano comparsi nella variante Mk.II oppure in quella successiva.

## Tecnica

### Cellula

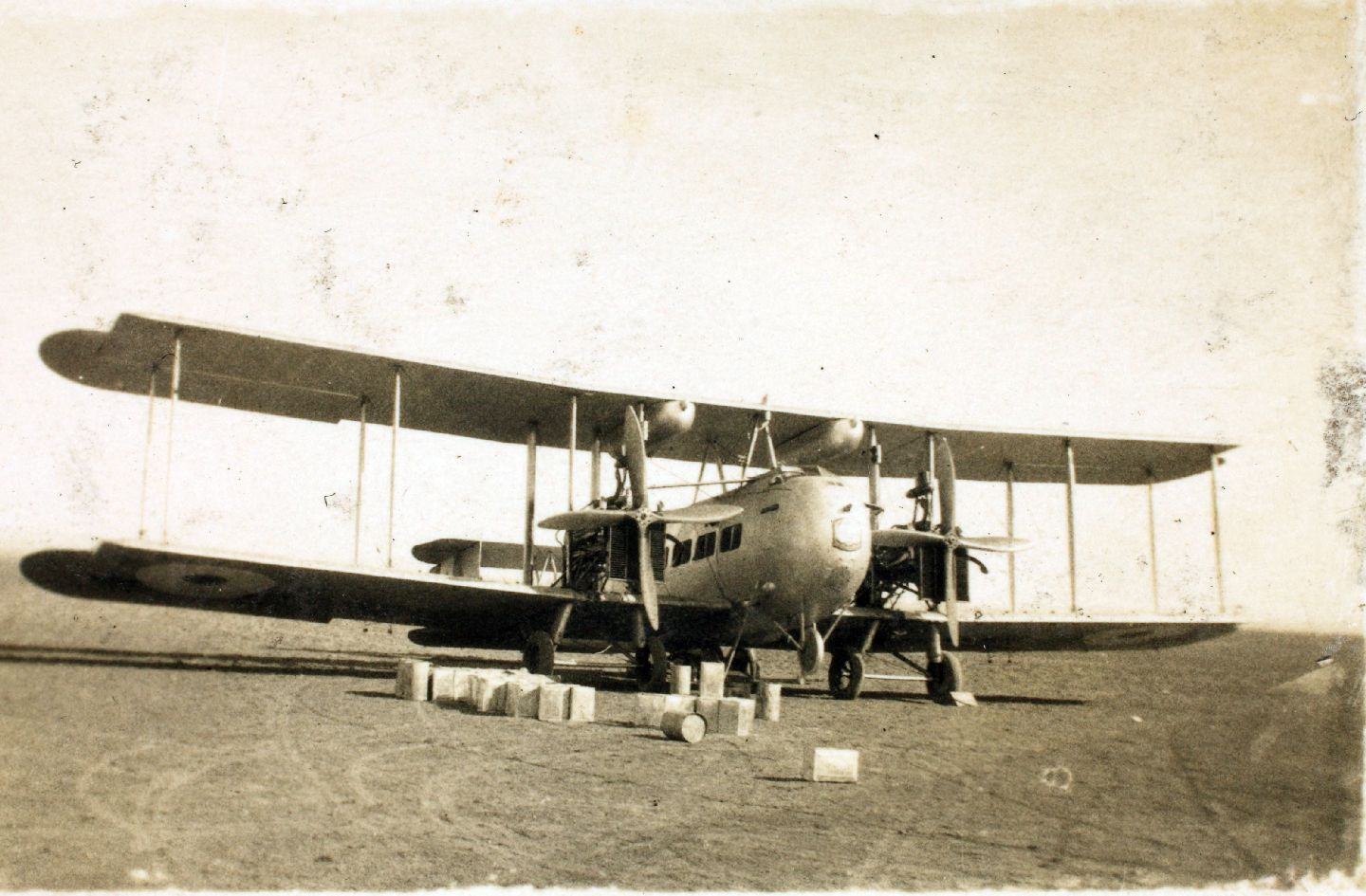
Operazioni a terra su un Vernon, in Palestina.

Il Vernon era un velivolo dalla struttura in legno con rivestimento in tela e legno compensato; la velatura di tipo biplana era caratterizzata dalla uguale apertura dei due piani, disposti tra loro senza scalatura e collegati da quattro coppie di montanti, due delle quali congiungevano anche le gondole dei motori.
La fusoliera ospitava, nella zona superiore dell'estremità anteriore, la cabina di pilotaggio a due posti affiancati e scoperti. Nella parte anteriore, sotto le postazioni dei piloti, ed in quella centrale della fusoliera erano sistemati i posti per i passeggeri: in genere si trattava di soldati (tra cui i primi paracadutisti del British Army), ma in condizioni particolari il Vernon funse anche da aeroambulanza.
Nella zona posteriore la sezione della fusoliera si riduceva in modo considerevole a formare un cono all'estremità posteriore, al quale erano collegati i piani di coda, anch'essi biplani, costituiti da due elementi orizzontali ed altrettanti verticali.
Il carrello d'atterraggio era di tipo fisso: due elementi principali, a due ruote tra loro collegate da un assale rigido, erano disposti al di sotto del piano alare inferiore al quale erano collegati tramite un traliccio di tubi metallici. Nel cono di coda della fusoliera era sistemato un pattino d'appoggio mentre nelle varianti Mk.I e Mk.II nella parte inferiore della prua, anch'essa sostenuta da un traliccio di tubi metallici, era collocata una ruota singola: questa, generalmente sollevata dal terreno, aveva la funzione di impedire "impuntate" in fase d'atterraggio.

### Motore
La dotazione iniziale del Vickers Vernon era costituita da due motori Rolls-Royce Eagle VIII: questo era un motore a dodici cilindri a V di 60°, raffreddati a liquido accreditati della potenza di 365 hp (pari a 272 kW).
Nella variante Mk.II gli Eagle furono sostituiti da una coppia di motori Napier Lion II: si trattava, anche in questo caso, di un dodici cilindri raffreddati a liquido, ma con disposizione a W capaci di erogare la potenza di 450 hp (336 kW).
Nei Vernon Mk.III i motori furono i Napier Lion III: si trattava di una versione del motore con rapporto di compressione più elevato e contraddistinta dalla presenza di meccanismi di riduzione per la trasmissione del moto all'elica.

### Armamento
Per quanto la sua classificazione ufficiale fosse quella di "bombardiere e trasporto", le indicazioni circa la presenza dell'armamento sui Vickers Vernon sono contraddittorie. Non è chiaro se già la variante Mk.II fosse dotata di armamento oppure se questo fosse esclusiva della variante Mk.III. Per altro vengono riportate anche indicazioni relative al fatto che la trasformazione da "trasporto" a "bombardiere" potesse avvenire direttamente presso i reparti di volo, secondo le necessità.
Anche la consistenza delle dotazioni è estremamente variabile: da un lato la quantità di bombe, trasportabile in rastrelliere esterne, viene indicata in 220 kg dall'altro si riporta il valore di 1 123 kg. In un solo caso viene segnalata la presenza di due mitragliatrici Lewis calibro 7,7 mm, sistemate su anelli Scarff nel muso ed in una postazione dorsale.

## Impiego operativo

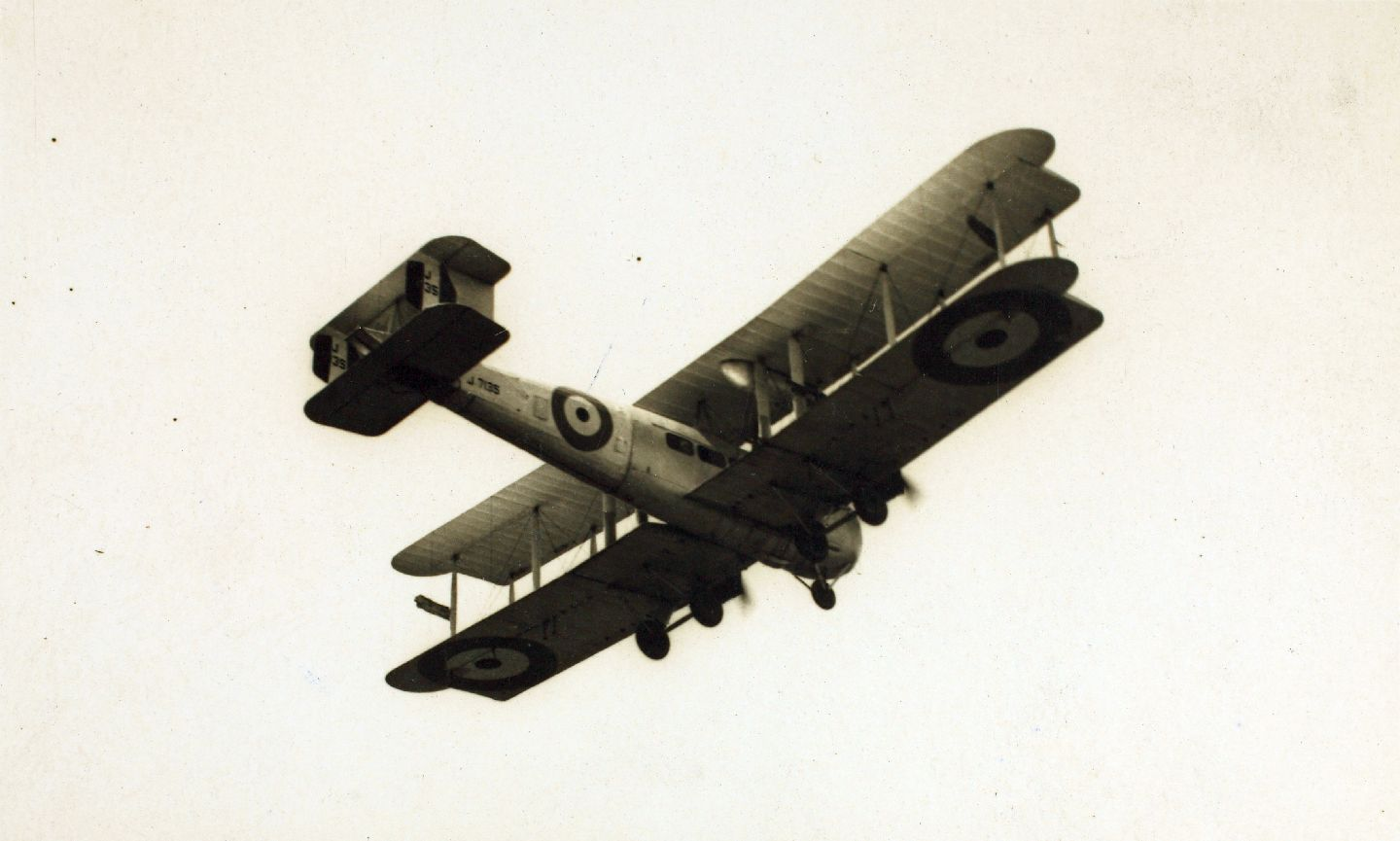
Vista inferiore di un Vickers Vernon in volo.

La carriera operativa dei Vernon si compì prevalentemente in Medio Oriente nei reparti della RAF operanti in Iraq, in particolare nel corso dell'insurrezione anti-britannica. Tra le operazioni svolte in questo periodo viene menzionata l'evacuazione di circa 350 persone tra militari feriti e civili dalla città assediata di Kirkuk, spesso indicata come primo caso di ponte aereo umanitario della storia.
Tra il 1921 ed il 1926 i Vernon furono impiegati per aprire un collegamento regolare tra le città di Amman e di Ramadi, parte del progetto di un collegamento tra l'Europa, l'India e l'Australia. La rotta, realizzata anche costruendo piste per atterraggi d'emergenza nel deserto, permise di ridurre il tempo di consegna della posta tra Londra e Baghdad da 28 a 9 giorni.
Secondo una delle fonti reperite, tra la fine d'ottobre e l'inizio di novembre del 1924 una decina di Vernon furono utilizzati nel corso di esercitazioni destinate a perfezionare l'impiego di truppe aviotrasportate. Le esercitazioni, tenutesi sulle Highlands nel nord della Scozia, non ebbero risultati particolarmente felici, facendo registrare la perdita di numerose vite umane tra i paracadutisti.

## Versioni
.

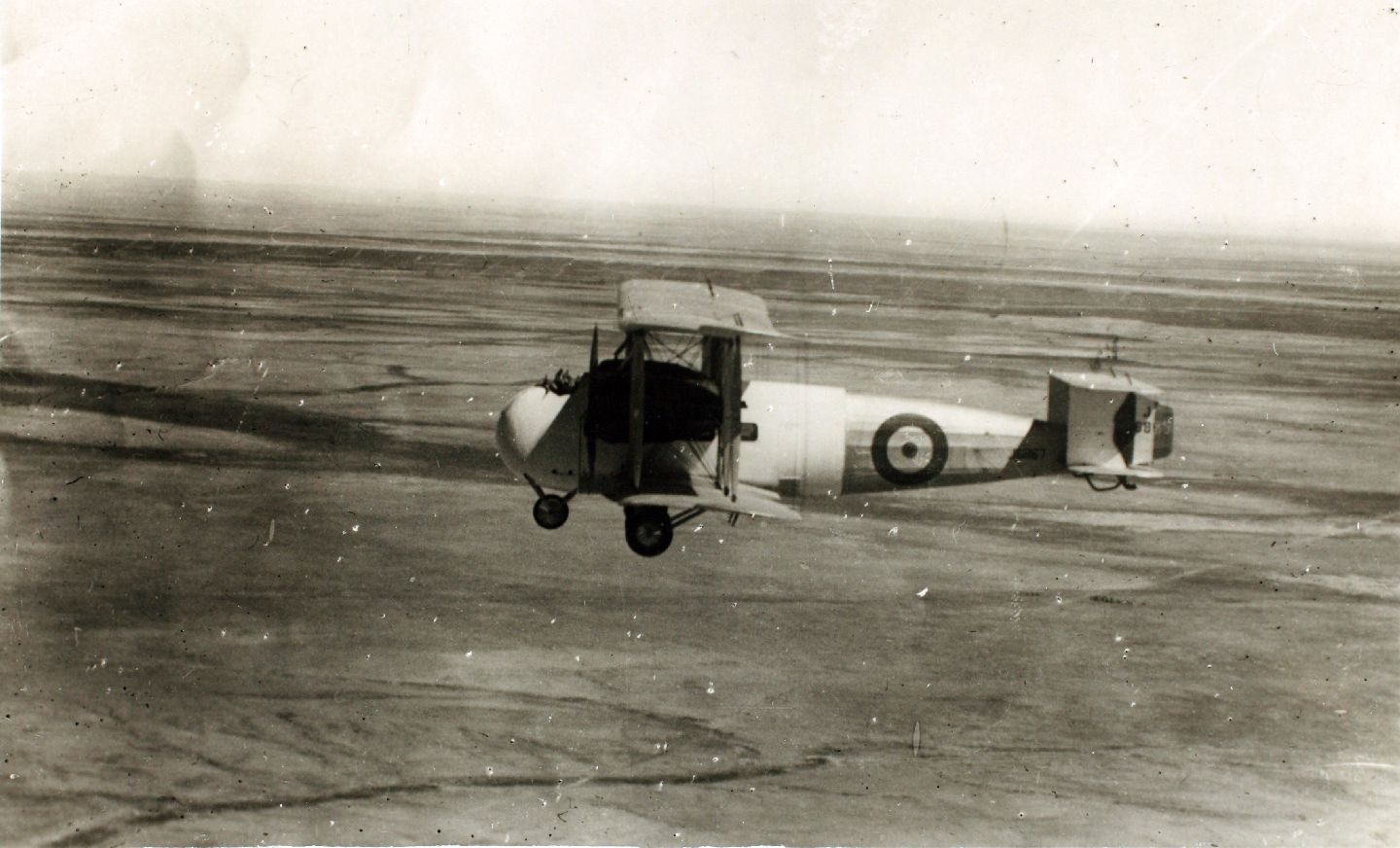
Vickers Vernon con le coccarde della RAF

- Vernon Mk.I: di poco differente dal "Vimy Commercial", motorizzato con una copia di Rolls-Royce Eagle VIII; secondo alcune fonti ne furono realizzati 20 esemplari[2][3], secondo altri si trattò di un solo esemplare, utilizzato esclusivamente per l'addestramento dei piloti[1].
- Vernon Mk.II: variante motorizzata con i motori Napier Lion II; anche in questo caso i dati relativi alla produzione non sono concordi e indicano chi 25[2][3] e chi 49 apparecchi[1].
- Vernon Mk.III: versione caratterizzata dall'impiego di motori Napier Lion III; i dati relativi alla produzione evidenziano ancora difformità e riportano 5[1] oppure 10[2][3] esemplari ultimati.

## Utilizzatori
Regno Unito
- Royal Air Force

### Pubblicazioni
- (EN) Two troop carriers at the R.A.F. Pageant, in Flight, Sutton, Surrey - UK, Reed Business Information Ltd., 5 luglio 1923,  p. 366. URL consultato il 3 aprile 2016.